# Blandikow
Blandikow ist ein Ortsteil der Gemeinde Heiligengrabe im Landkreis Ostprignitz-Ruppin in Brandenburg.

## Geschichte
Blandikow wurde erstmals 1293 erwähnt.